# 22423 Kudlacek
22423 Kudlacek è un asteroide della fascia principale. Scoperto nel 1995, presenta un'orbita caratterizzata da un semiasse maggiore pari a 2,6213623 UA e da un'eccentricità di 0,1204095, inclinata di 15,09975° rispetto all'eclittica.